# Фредерік де Мушерон
Фредерік де Мушерон (1633, Емден — 2 січня 1686, Амстердам) — голландський пейзажист Золотої доби голландського живопису.

## Біографія

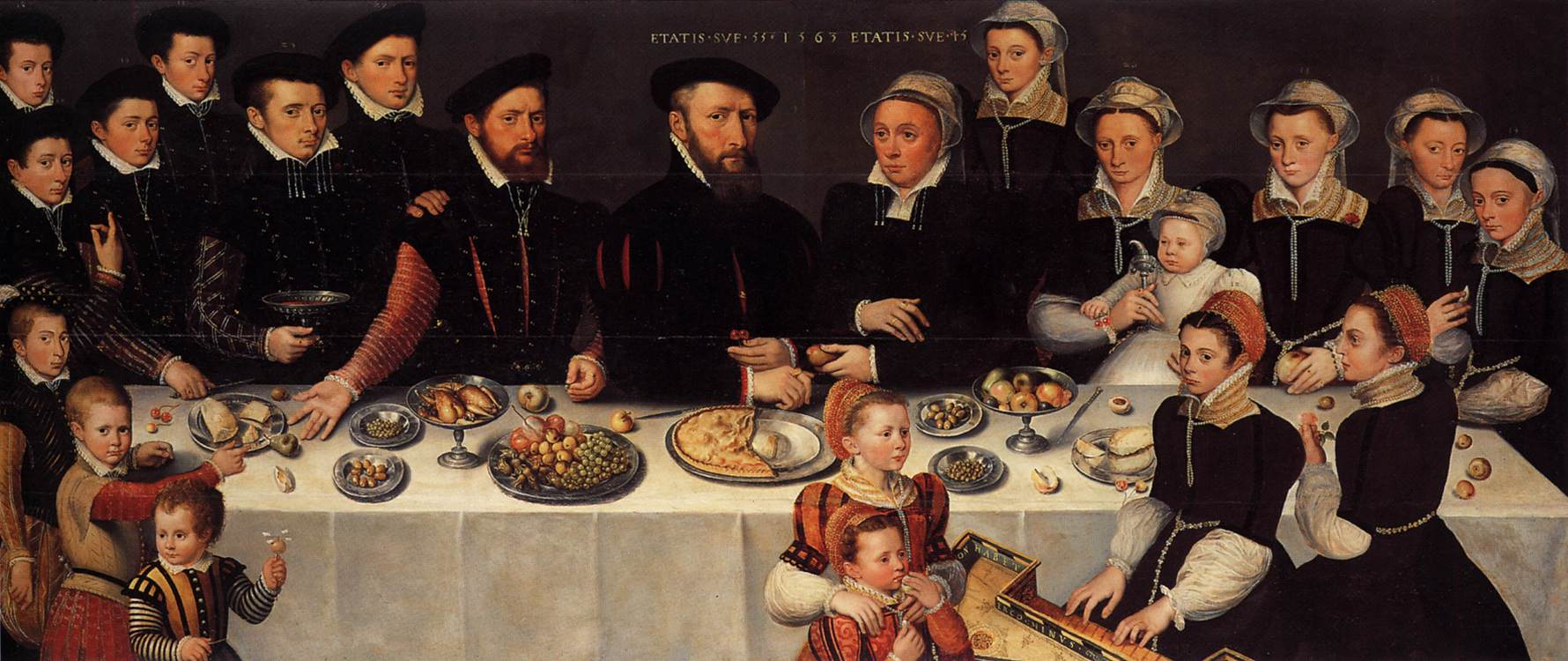
Сімейний портрет Мушерона, 1563 р., Колекція Rijksmuseum

Фредерік де Мушерон був сином художника Бальтазара де Мушерона та Корнелії ван Брукховена. Його батько походив із заможної родини торговців вином і зображений як один із молодших синів у сімейному портреті П'єра де Мушерона (1583). Фредерік навчався разом з Яном Асселіном і став живописцем-пейзажистом. Він вирушив у віці 22 років до Парижа, де провів 3 роки, а потім жив в Антверпені. та Ліоні,  оселився у 1659 році в Амстердамі. Там він одружився з Марієккою де Джодервілль, дочкою художника Ісаака де Джодервіля, того ж року, у них було одинадцять дітей. Він похований в Амстердамі.
Він малював французькі, італійські та голландські пейзажі. Завершивши ці сцени, з ним співпрацювали сучасники, спеціалізовані на малюванні фігур, такі як Адріан ван де Вельде в Амстердамі, Теодор Гельмбрекер в Парижі а іноді Йоганнес Лінгельбах та Ніколас Пітерцзун Берхем.
Син Де Мушерона Ісаак, названий на честь діда, який був учнем Рембрандта, став популярним гравером і живописцем.